# Discografia de Seal
Ao longo de sua carreira, o cantor e compositor britânico Seal já lançou nove álbuns de estúdio, dois álbuns ao vivo, duas compilações, vinte e oito singles e quatro álbuns de vídeo. De 1994 a 2016, Seal emplacou 13 singles na US Adult Contemporary, dois dos quais alcançaram o segundo lugar.

## Álbuns

### Álbuns de estúdio
| Ano  | Álbum | Melhor Posição | Melhor Posição | Melhor Posição | Melhor Posição | Melhor Posição | Melhor Posição | Melhor Posição | Melhor Posição | Melhor Posição | Melhor Posição | Certificação |
| Ano  | Álbum | GBR            | ALE            | AUS            | AUT            | BRA            | EUA            | FRA            | HOL            | NZL            | SUI            | Certificação |
| ---- | --- | -------------- | -------------- | -------------- | -------------- | -------------- | -------------- | -------------- | -------------- | -------------- | -------------- | --- |
| 1991 | Seal - Lançamento: 11 de Junho de 1991 - Formato: LP, CD, cassette - Gravadora: ZTT                       | 1              | 7              | 22             | 2              | –              | 27             | 20             | 4              | 6              | 5              | - BPI: 2× Platinum - ARIA: Gold - BVMI: Gold - IFPI AUT: Gold - IFPI SWI: Platinum - NVPI: Gold - RIAA: Platinum - RMNZ: Gold - SNEP: 2× Gold |
| 1994 | Seal II - Lançamento: 23 de Maio de 1994 - Formato: LP, CD, cassette - Gravadora: ZTT                     | 1              | 25             | 2              | 8              | –              | 15             | 28             | 3              | 4              | 15             | - BPI: 2× Platinum - ARIA: Platinum - BVMI: Gold - NVPI: Gold - RIAA: 4× Platinum - RMNZ: Platinum                                            |
| 1998 | Human Being - Lançamento: 16 de Novembro de 1998 - Formato: LP, CD, cassette - Gravadora: Warner Bros.    | 44             | 24             | –              | 21             | –              | 22             | –              | 25             | 14             | 18             | - BPI: Silver - RIAA: Gold - RMNZ: Gold |
| 2003 | Seal IV - Lançamento: 9 de Setembro de 2003 - Formato: LP, CD, download digital - Gravadora: Warner Bros. | 4              | 2              | 65             | 7              | –              | 3              | 5              | 7              | 21             | 1              | - BPI: Gold - BVMI: 2× Platinum - IFPI AUT: Platinum - IFPI SWI: Platinum - RIAA: Gold - SNEP: Platinum                                       |
| 2007 | System - Lançamento: 12 de Novembro de 2007 - Formato: CD, download digital, LP - Gravadora: Warner Bros. | 37             | 13             | –              | 5              | –              | 35             | 33             | 42             | –              | 3              | - BVMI: Gold - IFPI SWI: Gold - SNEP: Gold |
| 2008 | Soul - Lançamento: 10 de Novembro de 2008 - Formato: CD, download digital - Gravadora: Warner Bros.       | 12             | 15             | 16             | 8              | –              | 13             | 1              | 6              | 22             | 4              | - BPI: Platinum - ARIA: Gold - BVMI: Gold - GLF: Gold - IFPI AUT: Gold - IFPI SWI: Platinum - SNEP: Diamond                                   |
| 2010 | Commitment - Lançamento: 20 de Setembro de 2010 - Formato: CD, download digital - Gravadora: Reprise      | 11             | 46             | 47             | 48             | –              | 31             | 5              | 19             | –              | 8              | - BPI: Silver - SNEP: Platinum |
| 2011 | Soul 2 - Lançamento: 4 de Novembro de 2011 - Formato: CD, download digital - Gravadora: Reprise           | 17             | –              | 42             | –              | –              | 8              | 6              | 25             | –              | 38             | BPI: Gold |
| 2015 | 7 - Lançamento: 6 de Novembro de 2015 - Formato: CD, download digital - Gravadora: Warner                 | 13             | 64             | –              | 18             | –              | 7              | –              | –              | 9              | 45             | - SNEP: Gold |
| 2017 | Standards * Lançamento: 4 de Novembro de 2011 - Formato: CD, download digital - Gravadora: Decca          | 17             | 70             | 31             | 36             | –              | –              | 18             | 88             | –              | 32             | |

### Álbuns ao vivo
| Ano  | Álbum | Melhor Posição | Melhor Posição | Melhor Posição | Melhor Posição | Melhor Posição | Melhor Posição | Melhor Posição | Melhor Posição | Melhor Posição | Melhor Posição | Certificação |
| Ano  | Álbum | GBR            | ALE            | AUS            | AUT            | BRA            | EUA            | FRA            | HOL            | NZL            | SUI            | Certificação |
| ---- | --- | -------------- | -------------- | -------------- | -------------- | -------------- | -------------- | -------------- | -------------- | -------------- | -------------- | ------------ |
| 2005 | Live in Paris - Lançamento: 6 de Julho de 2005 - Formato: CD, download digital - Gravadora: Warner Bros.          | –              | –              | –              | 36             | –              | –              | 44             | –              | –              | 35             |              |
| 2006 | One Night to Remember - Lançamento: 27 de Março de 2006 - Formato: CD, download digital - Gravadora: Warner Bros. | –              | 88             | –              | –              | –              | –              | –              | –              | –              | –              |              |
| 2009 | Soul: Live - Lançamento: 19 de Junho de 2009 - Formato: CD, download digital - Gravadora: Warner Bros.            | –              | –              | –              | –              | –              | –              | 42             | 82             | –              | –              |              |
| 2009 | Live in Brooklyn - Lançamento: 26 de Junho de 2009 - Formato: CD, download digital - Gravadora: Immortal          | –              | –              | –              | –              | –              | –              | –              | –              | –              | –              |              |

### Álbuns de compilação
| Ano  | Álbum | Melhor Posição | Melhor Posição | Melhor Posição | Melhor Posição | Melhor Posição | Melhor Posição | Melhor Posição | Melhor Posição | Melhor Posição | Melhor Posição | Certificação |
| Ano  | Álbum | GBR            | ALE            | AUS            | AUT            | BRA            | EUA            | FRA            | HOL            | NZL            | SUI            | Certificação |
| ---- | --- | -------------- | -------------- | -------------- | -------------- | -------------- | -------------- | -------------- | -------------- | -------------- | -------------- | ------------ |
| 2004 | Best 1991-2004 - Lançamento: 8 de Novembro de 2004 - Formato: CD, download digital, DVD-A - Gravadora: Warner Bros. | 27             | 3              | 21             | 4              | –              | 47             | 2              | 21             | 7              | 3              |              |
| 2009 | Hits - Lançamento: 30 de Novembro de 2009 - Formato: CD, download digital - Gravadora: Warner Bros.                 | 37             | –              | 4              | –              | –              | –              | 7              | 20             | 4              | 25             |              |